# IZotope

iZotope-Logo

Die iZotope, Inc. ist ein 2001 von den beiden MIT-Studenten Mark Ethier und Jeremy Todd in Cambridge, USA, gegründetes Unternehmen für Musiksoftware und -hardware. 2023 wurde es von dem deutschen Musiktechnik-Unternehmen Native Instruments übernommen. Zu den Kernprodukten von iZotope gehören Programme zur Rauschunterdrückung, zum automatischen Mastering von mehrspurigen Musikaufnahmen und zum Isolieren von gesprochenem Wort aus Gesprächen mit ablenkenden Hintergrundgeräuschen.
Das erste Produkt erschien 2001 und hieß Vinyl. Es simuliert am Computer das Rauschen, Knistern und Kratzen von Vinylschallplatten. 2007 erschien die erste Hardware, nämlich ein ANR-B genanntes Rack (Einschubmodul) zur Rauschreduzierung für den Rundfunk und Tonstudios. 2017 kam Spire auf den Markt, ein tragbares Gerät mit eingebautem Mikrofon und Anschlüssen für elektrische Gitarren. Die dazu gehörige App bietet mehrspurige Aufnahmemöglichkeiten mit digitalen Effekten.
Den größten Erfolg hatte iZotope mit dem 2001 in der ersten Version erschienenen Mastering-Programm Ozone und mit der 2007 veröffentlichten Software RX zum Reparieren problematischer Tonaufnahmen. Beide Programme nutzen in späteren Versionen Techniken der Künstlichen Intelligenz. Ozone analysiert mehrspurige Musikaufnahmen (Midi und Audio) und erzeugt aus ihnen autonom eine finale Abmischung. Diese versucht, das Musikgenre zu interpretieren. Die Mischung arbeitet nicht statisch, sondern mit sich dynamisch ändernden Equalizern und Kompressionsmethoden. RX bietet Methoden zum Abmildern von digitalen Übersteuerungen (Clipping), zum Erkennen und Isolieren von gesprochenem Wort und zur Reduzierung von Hallfahnen.
Die Software von iZotope läuft sowohl eigenständig als auch als Plug-in in vielen gängigen Tonbearbeitungs- und Musikkompositionsprogrammen wie Ableton Live, Cubase oder Logic Pro.